# إيناس لقلالش
إيناس لقلالش هي لاعبة غولف مغربية ولدت في 30 أكتوبر 1997 بواشنطن العاصمة بالولايات المتحددة.

## السيرة الذاتية
إيناس لقلالش، ولدت في واشنطن العاصمة. في 30 أكتوبر 1997، بدأت ممارسة لعبة الغولف في سن العاشرة من خلال متابعة والدها في الملعب. انضمت إلى المنتخب الوطني في سن الثانية عشرة. بعد حصولها على البكالوريا، غادرت المغرب إلى الولايات المتحدة لأجل ولوج جامعة ويك فورست، مما سمح لها بالجمع بين الدراسة وممارسة الرياضة.
على مستوى الهواة فازت بخمسة عشر بطولة. في عام 2019، احتلت المركز الثاني في بطولة بلفيوس المفتوحة للسيدات، وهي عبارة عن بطولة احترافية. أصبحت لاعبة محترفة في ديسمبر 2021 بعد حصولها على بطاقتها للمشاركة في الجولة الأوروبية للسيدات. في سبتمبر 2022، حققت فوزها الأول على هذا المستوى في بطولة لاكوست المفتوحة للسيدات في فرنسا. وهذا هو الفوز الأول للاعبة غولف مغربية في مسابقة أوروبية. في نهاية العام، سمحت لها نتيجتها في إحدى البطولات المؤهلة بالانضمام إلى جولة LPGA نسخة 2023.

## الإنجازات

### الجولة الأوروبية للسيدات
- 2022 : بطولة لاكوست الفرنسية المفتوحة للسيدات

## جوائز الهواة
- 2018 : البطولة العربية للسيدات
- 2019 : البطولة المغربية
- 2020 : جائزة المحمدية الكبرى